# 卡特冰原島峰
77°29′S 163°29′E / 77.483°S 163.483°E
卡特冰原島峰（英語：Cat Nunatak），是南極洲的冰原島峰，位於維多利亞地的斯科特海岸，處於文斯冰原島峰和霍格巴克山之間的威爾遜皮德蒙特冰川南面，現時由南極條約體系管理。